# Hassan Tehrani Moghaddam
Pour les articles homonymes, voir Tehrani et Moghaddam.
Le major-général Hassan Tehrani Moghaddam (en persan : حسن تهرانی مقدم), né le 29 octobre 1959 à Téhéran et
mort le 12 novembre 2011, commandant de la Garde dans la guerre Iran-Irak, était l'acteur majeur du développement des missiles, fondation du pouvoir dissuasif de l'Iran,.
Il a conçu les missiles Shahab, Ghadir et Sejil avec une portée opérationnelle de plus de 1 000 kilomètres spécialement pour dissuader l'Israël nucléaire de toute attaque.
Il est mort le 12 novembre 2011 dans l'explosion de Bid Kaneh, dans un dépôt appartenant à l'Armée des Gardiens de la Révolution Islamique, à 25 milles à l'ouest de la capitale iranienne, à Téhéran.

## Biographie
Il est né le 29 octobre 1959, à Téhéran. En 1979, il a obtenu un diplôme en génie industriel du lycée de Nafisi et en 1981, il a obtenu un baccalauréat de K.N. Toosi University of Technology.
Moghaddam a participé à la Révolution islamique iranienne de 1979. En 1980, il a rejoint l'Armée des Gardiens de la Révolution Islamique (GRI) et a été spécialement responsable de l'information dans la section nord de l'GRI. Certains de ses rôles importants dans la guerre Iran-Irak :
- Établissement de la première artillerie en GRI en 1982.
- Établissement du centre de recherche d'artillerie à Ahvaz en 1982.
- Établissement du centre de commandement de missiles à GRIen octobre 1983.
- Tirer des balles de canon vers Bassorah dans la guerre Iran-Irak en janvier 1984.
- Libération de la première fusée vers Kirkuk dans la guerre Iran-Irak en février 1985.
- Commandant des missiles de l'armée de l'air GRI en août 1985.
- Mise en place de l'unité de missiles du Hezbollah libanais dans les années 1986-87.
- Conçu le missile Naze'at, le premier missile iranien en 1987.
- Participation à l'opération Mersad en août 1988.

## Acteur majeur du programme missiles
Le Général de brigade Hossein Salami, chef d'état-major adjoint du corps des Gardiens de la révolution a déclaré : « Le martyr Moghaddam était le principal architecte de la puissance de feu des Gardiens de la révolution et le concepteur de la force de dissuasion conventionnelle du pays ». Vétéran de la guerre Iran-Irak (1980-1988), Moqaddam aurait suivi des stages de formation en Chine puis en Corée du Nord. Devenu un expert en missiles sol-sol, il était chercheur au sein de l'université de Téhéran et, surtout, chef du département de développement des missiles sol-sol au sein des pasdaran, lesquels ont la charge de cette activité particulièrement sensible. À ce titre, il avait des responsabilités très importantes dans le programme de développement des missiles Shahab-3 et Sajil 2. En reconnaissance pour services rendus, le gouvernement iranien l'a élevé à titre posthume au grade de major général.

## Décès

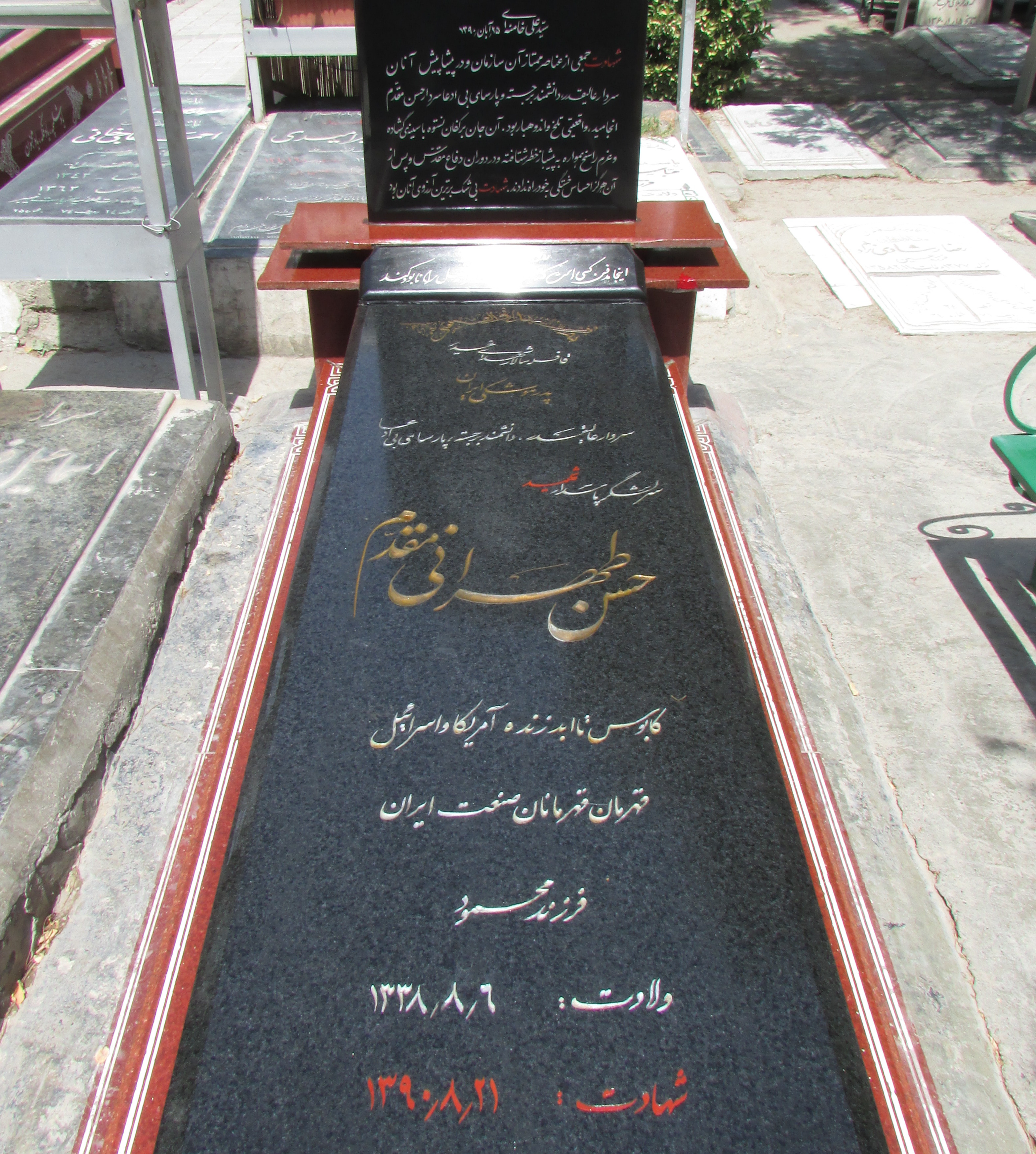
Sa tombe à Behesht-e Zahra de Téhéran

Hassan Tehrani Moghaddam a été tué avec un groupe de collègues, le 12 novembre 2011  à cause d'une explosion à l'arsenal de la garnison de Shahid Modares de la ville de  Malard,.